# Irène Joliot-Curie

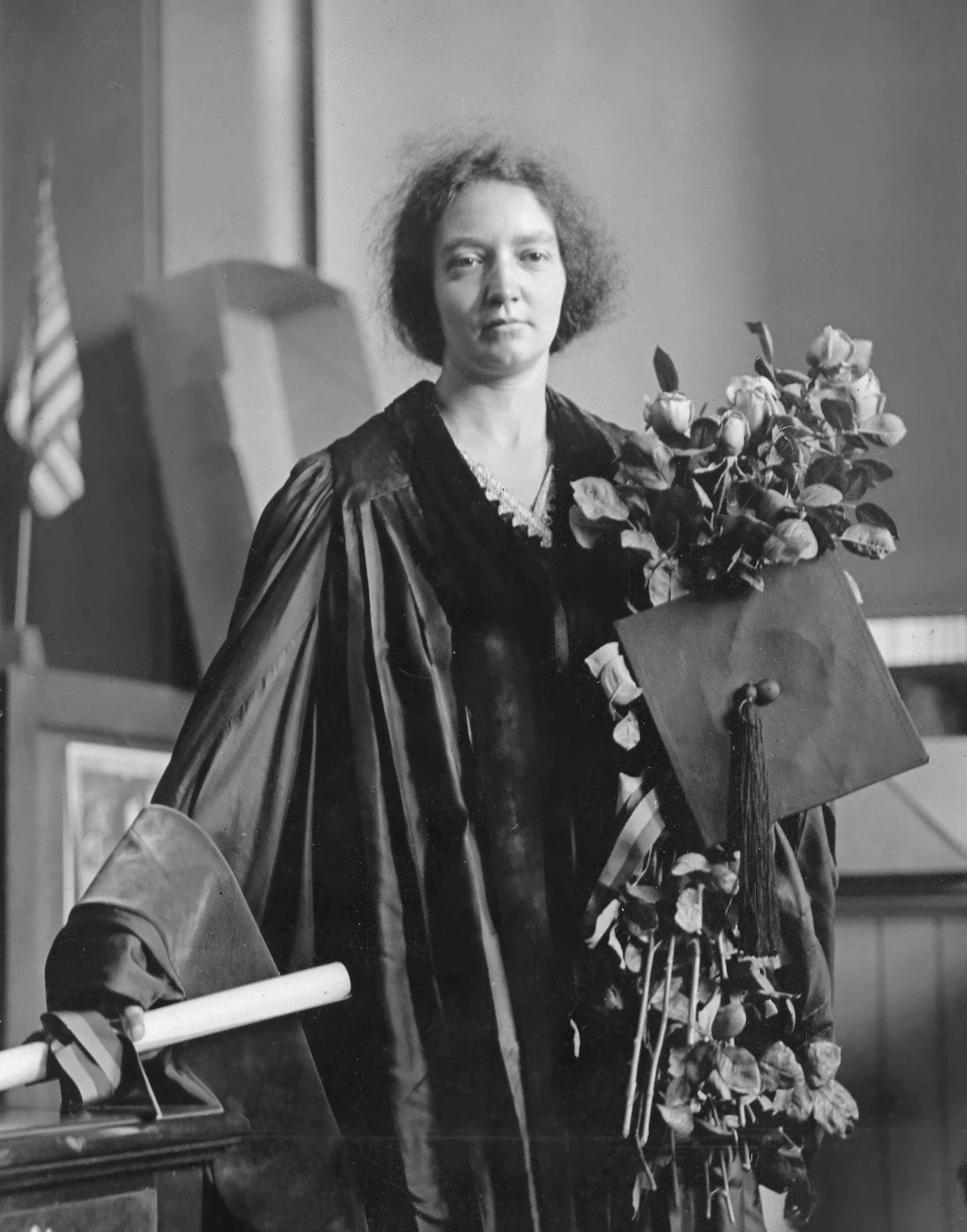
Irène Joliot-Curie, University of Pennsylvania, 1921

Irène Joliot-Curie geborene Curie (* 12. September 1897 in Paris; † 17. März 1956 ebenda) war eine französische Physikerin und Chemikerin. Sie erhielt mit ihrem Ehemann Frédéric Joliot-Curie 1935 den Chemie-Nobelpreis für die Entdeckung der künstlichen Radioaktivität. Sie war die Tochter von Marie und Pierre Curie, Schwester der Schriftstellerin Ève Curie, Mutter der Kernphysikerin Hélène Langevin-Joliot und des Biochemikers Pierre Joliot.

## Leben

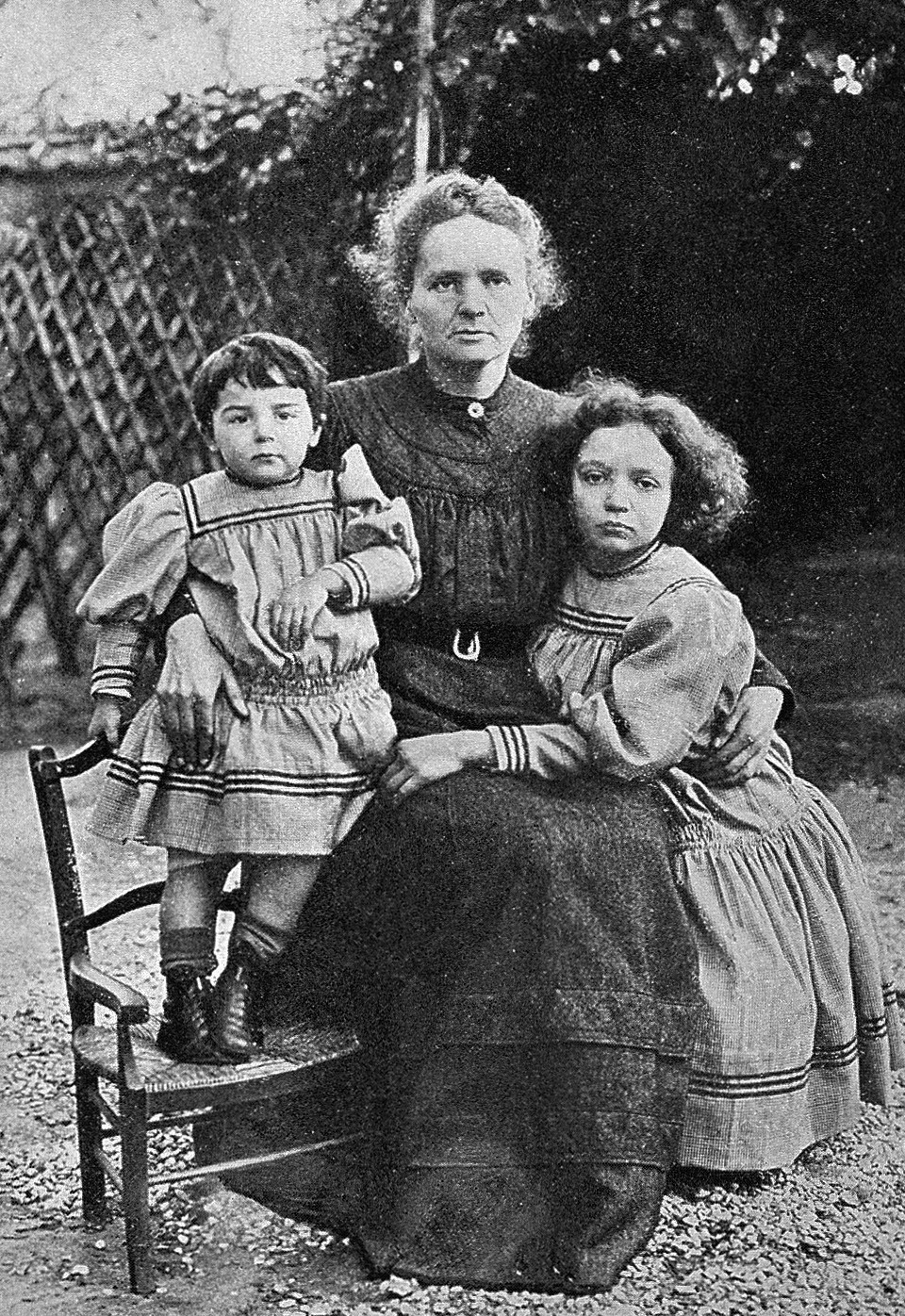
Irène (rechts) mit ihrer Mutter Marie Curie und Schwester Ève (1908). Die junge Familie hatte kurz zuvor (1906) den Vater durch einen tragischen Unfalltod verloren.

Irène Curie war die ältere Tochter der Nobelpreisträger Marie und Pierre Curie. Als sie acht Jahre alt war, starb ihr Vater, Pierre Curie. Sie wuchs deswegen unter der Obhut ihres Großvaters Eugène Curie auf, der vor allem ihre politischen Ansichten beeinflusste. Ihre Mutter Marie Curie organisierte zunächst zusammen mit befreundeten Wissenschaftlern eine Lernkooperative, in der sie ihre Kinder selbst unterrichteten. Unter anderem führte Marie Curie physikalische Experimente vor, und Paul Langevin lehrte Mathematik. Später besuchte Irène das Collège Sévigné.
Im Ersten Weltkrieg organisierte Marie Curie einen mobilen Röntgendienst für die Front. Zunächst half die damals 17-jährige Irène als Assistentin ihrer Mutter, bald leitete sie jedoch selbständig eine Röntgenstation im Militärkrankenhaus von Amiens. Daneben studierte sie Mathematik und Physik an der Universität von Paris und schloss 1920 beide Fächer mit dem Lizenziat ab. Nach dem Krieg wurde sie zunächst unbezahlte wissenschaftliche Mitarbeiterin im Radium-Institut ihrer Mutter, später erhielt sie dort einen Unterassistenten-Posten. Am Institut lernte sie den Chemie-Laboranten Frédéric Joliot kennen, den sie anleiten sollte. Die beiden heirateten am 9. Oktober 1926. Frédéric holte sein Abitur nach, das er wegen des Krieges nicht hatte abschließen können, machte sein Lizenziat und wurde 1930 promoviert. 1927 wurde als erstes Kind Hélène geboren, 1932 der Sohn Pierre. 1935 erhielten Irène und Frédéric Joliot-Curie gemeinsam den Nobelpreis für Chemie.

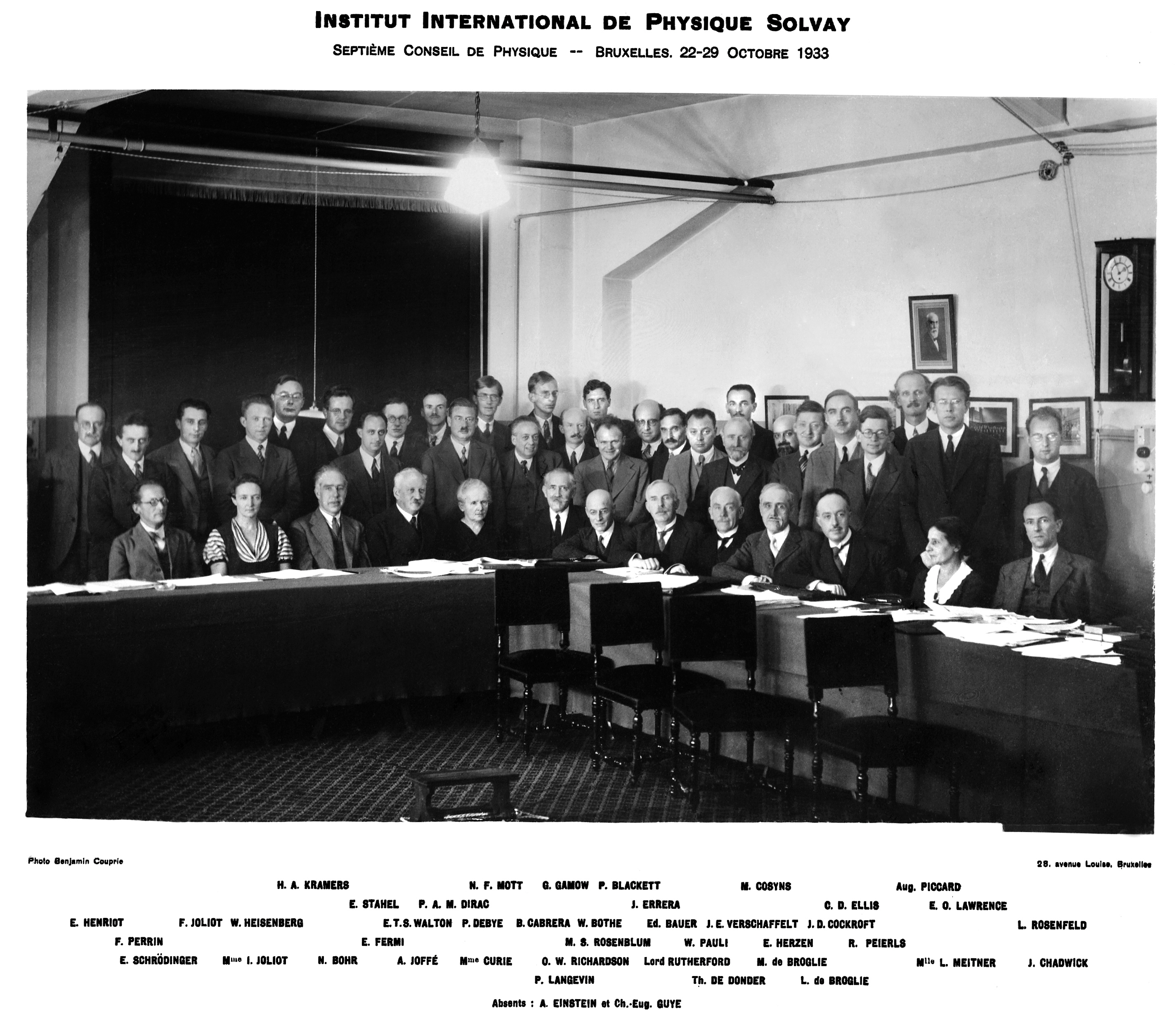
Irène Joliot-Curie (sitzend zweite von links) auf der Solvay-Konferenz 1933. Hinter ihr steht ihr Mann Frédéric; drei Plätze rechts von ihr sitzt ihre Mutter Marie Curie.

Irène Joliot-Curie engagierte sich stark in der Politik. 1934 beteiligte sie sich erstmals mit ihrem Mann an einem Aktionskomitee antifaschistischer Intellektueller. Im Frühjahr 1936 gewann die Volksfront unter Léon Blum die Wahlen. Die Nobelpreisträgerin trat als Staatssekretärin für Wissenschaft und Forschung in die Regierung ein und gehörte damit zur ersten Gruppe von drei Frauen, die überhaupt jemals in Frankreich ins Kabinett berufen wurden – damals hatten Frauen in Frankreich noch nicht einmal das Wahlrecht. Irène Joliot-Curie blieb nur drei Monate auf dem Posten; es war ihr darum gegangen, ein Zeichen für die Frauenbewegung zu setzen.
1937 wurde sie auf eine Dozentenstelle an der Sorbonne berufen. Nach der Besetzung von Paris durch deutsche Truppen flüchtete das Ehepaar im Juni 1940 nach Clermont-Ferrand, kehrte aber wieder in die Hauptstadt zurück. In Paris spielte ihr Mann eine riskante Doppelrolle als Forscher am Collège de France und als Résistance-Kämpfer. Die Nobelpreisträgerin war bereits 1935 an Tuberkulose erkrankt; am 6. Juni 1944 reiste sie mit ihren Kindern in die Schweiz, um einen neuen Anfall von Tuberkulose behandeln zu lassen.
Am 18. Oktober 1945 wurde in Frankreich das Kommissariat für Atomenergie (CEA) gegründet, als dessen erster Hochkommissar Frédéric Joliot-Curie berufen wurde. Seine Frau wurde eine von drei Kommissaren. Weil sie sich weiterhin auch politisch in den Kommunisten nahestehenden Organisationen engagierte, wurde ihre Amtszeit jedoch nicht verlängert. Zwischen 1951 und 1954 bewarb sie sich viermal um einen Sitz in der Akademie der Wissenschaften, um die frauenfeindliche Tradition dieser Institution anzuprangern. Sie wurde jedes Mal abgelehnt.
Irène Joliot-Curie starb 1956 an einer Leukämie, wahrscheinlich eine Folge ihres Umgangs mit großen Mengen Polonium und ihrer Arbeit im Röntgendienst während des Ersten Weltkriegs. Die Regierung ordnete ein Staatsbegräbnis an.
1994 schlug die IUPAC die Benennung des Elements mit der  Ordnungszahl 105 nach dem Nobelpreisträgerpaar auf Joliotium vor, es wurde jedoch nach der Elementnamensgebungskontroverse 1997 auf Dubnium benannt.

## Werk
In ihrer Doktorarbeit am Radium-Institut in Paris untersuchte Irène Curie die von Polonium emittierten Alphastrahlen; dieses radioaktive Element hatte ihre Mutter Marie Curie 1898 entdeckt (1903 mit dem Nobelpreis für Physik ausgezeichnet). Dazu musste Irène Curie das Polonium aus zerstampften Radon-Ampullen, die zur Krebstherapie verwendet worden waren, herauslösen. Es gelang ihr, präzise die Ausgangsgeschwindigkeit der Alphateilchen zu vermessen, wozu sie unter anderem ein selbst entworfenes Gerät benutzte. 1925 wurde sie promoviert.
Seit 1928 experimentierten Irène und Frédéric Joliot-Curie gemeinsam. Dabei wiederholten sie 1931 ein Experiment, das zuerst Walther Bothe und Herbert Becker ausgeführt hatten: Mit Alpha-Teilchen aus einer starken Polonium-Quelle bestrahlten sie dünne Schichten verschiedener Materialien. Sofern diese Materialien Wasserstoff enthielten, entstand dabei eine neue Strahlung, die die beiden als herausgeschossene Wasserstoffkerne, also als Protonen, interpretierten – sie hatten knapp die Entdeckung des Neutrons verpasst. Das gelang erst dem englischen Physiker James Chadwick, als er die Experimente wiederholte. Er erhielt dafür 1935 den Physik-Nobelpreis.
1932 beobachtete das Forscherehepaar in einer Nebelkammer positiv geladene Elektronen, konnte dieses Ergebnis jedoch nicht einordnen und deutete es als Artefakt. Ihnen war nicht bekannt, dass der englische Physiker Paul Dirac bereits 1931 das Positron als Antiteilchen des negativ geladenen Elektrons vorhergesagt hatte – was viel über das damalige Verhältnis von Theoretikern und Experimentalphysikern sagt. 1933 revidierten sie die Interpretation ihres Experiments, aber da war ihnen bereits der US-Amerikaner Carl David Anderson zuvorgekommen.
Ab 1933 gelang Irène und Frédéric Joliot-Curie die Entdeckung der künstlichen Radioaktivität, für die sie 1935 mit dem Nobelpreis für Chemie ausgezeichnet wurden. Von allen chemischen Elementen gibt es verschiedene Versionen – so genannte Isotope –, die sich nur in der Masse des Atomkerns unterscheiden. Im Alltag sind die meisten chemischen Elemente stabil, weil die Halbwertszeiten ihrer radioaktiven Isotope so kurz sind, dass sie schon längst zerfallen sind. Marie Curie hatte die ersten beiden radioaktiven Elemente Polonium und Radium entdeckt. Irène und Frédéric Joliot-Curie fanden nun in mehreren Etappen heraus, dass sich radioaktive Isotope von chemischen Elementen auch künstlich herstellen lassen. Sie bestrahlten dazu Aluminiumfolie mit Alphateilchen, wobei sich ein stabiles Silizium-Isotop bildete. Sonderbarerweise wurde bei diesem Vorgang aber anscheinend gleichzeitig ein Neutron sowie ein Positron emittiert. Frédéric Joliot-Curie gelang am 11. Januar 1934 das entscheidende Experiment zur Atomzertrümmerung durch Alphastrahlen und induzierte Radioaktivität, mit dem er zeigen konnte, dass in Wirklichkeit zwei Reaktionen schnell hintereinander abliefen: Zunächst wandelte sich Aluminium-27 unter dem Beschuss mit Alphateilchen in das radioaktive Phosphor-30 um; dabei wurde ein Neutron emittiert. Unmittelbar danach zerfiel Phosphor-30 in Silizium-30 und stieß ein Positron aus (außerdem entsteht bei dieser Reaktion ein Neutrino, das bereits von Wolfgang Pauli vorhergesagt worden war, aber erst 1956 beobachtet wurde).
Diesmal erfassten Frédéric und Irène Joliot-Curie sofort die Tragweite ihrer Entdeckung. Über das Wochenende erzeugten sie noch künstlich ein radioaktives Stickstoff-Isotop aus Bor sowie ein radioaktives Aluminium-Isotop aus Magnesium. Am 15. Januar 1934 präsentierten sie ihre Ergebnisse in der Akademie der Wissenschaften.
Die Bedeutung ihrer Entdeckung lässt sich kaum überbewerten: In der Biologie werden radioaktive Isotope verwendet, um Stoffwechselwege aufzuklären; bereits 1935 untersuchten Otto Chiewitz und George von Hevesy den Phosphorstoffwechsel von Ratten mit Phosphor-32. In der Medizin dienen radioaktive Isotope zur Diagnose und Therapie, zum Beispiel verschiedene Iod-Isotope bei Schilddrüsenüberfunktion. In seiner Nobelpreisrede sagte Frédéric Joliot-Curie sogar schon „Transmutationen explosiver Art“ voraus, vielleicht eine erste Ahnung der Kernspaltung. Der Chemie-Nobelpreis von 1935 war bereits der dritte Nobelpreis in der Familie (1903 Physik-Nobelpreis an Pierre und Marie Curie, 1911 Chemie-Nobelpreis an Marie Curie).
1937 hätte Irène Joliot-Curie in einem weiteren Experiment beinahe die Kernspaltung entdeckt. Zusammen mit dem serbischen Physiker Pavle Savić bestrahlte sie Uran mit Neutronen und registrierte ein neuartiges, radioaktives Element mit einer Halbwertszeit von dreieinhalb Stunden, dessen chemische Identifizierung sich jedoch als außerordentlich schwierig erwies. Die beiden Forscher veröffentlichten ihre Beobachtungen im Juli 1938 und deuteten sie als einen möglichen Nachweis des Elements mit der Kernladungszahl 93 (und daher als Transuran). Eine Berliner Arbeitsgruppe um Otto Hahn und seinem Assistenten Fritz Strassmann wiederholte das Experiment einige Monate später und konnte die Kernspaltung nachweisen (siehe den Hauptartikel Entdeckung der Kernspaltung).
Irène Joliot-Curies Arbeit wurde durch den Zweiten Weltkrieg und eine Tuberkulose-Erkrankung unterbrochen. Nach dem Krieg sorgte sie noch dafür, dass der erste französische Beschleuniger, ein Synchrozyklotron für Protonen, in Orsay, 25 Kilometer südlich von Paris, gebaut wurde. 1950 wurde sie gemeinsam mit ihrem Ehemann korrespondierendes Mitglied der Deutschen Akademie der Wissenschaften zu Berlin. Bereits 1947 wurden beide als korrespondierende Mitglieder in die Akademie der Wissenschaften der UdSSR aufgenommen. Die Maria-Curie-Skłodowska-Universität in Lublin zeichnete sie 1950 mit der Ehrendoktorwürde aus.

## Belege
1. ↑  I. Curie, P. Savitch: Sur les radioéléments formés dans l'uranium irradié par les neutrons II. Le Journal de Physique et le Radium 9 (1938) S. 355–359.
2. ↑  Werner Hartkopf: Die Berliner Akademie der Wissenschaften: ihre Mitglieder und Preisträger
3. ↑  Ausländische Mitglieder der Russischen Akademie der Wissenschaften seit 1724. Irène Joliot-Curie. Russische Akademie der Wissenschaften, abgerufen am 31. August 2015 (englisch).
4. ↑  Doktorzy honorowi UMCS Lublin, abgerufen am 20. November 2015

| Personendaten    | Personendaten           |
| ---------------- | ----------------------- |
| NAME             | Joliot-Curie, Irène     |
| ALTERNATIVNAMEN  | Curie, Irène            |
| KURZBESCHREIBUNG | französische Chemikerin |
| GEBURTSDATUM     | 12. September 1897      |
| GEBURTSORT       | Paris, Frankreich       |
| STERBEDATUM      | 17. März 1956           |
| STERBEORT        | Paris, Frankreich       |